# Killing Floor (band)
Killing Floor is een in 1968 opgerichte Britse bluesrockband. Ze bracht twee albums en vier singles uit, voordat ze aanvankelijk in 1972 werden ontbonden. Ze hebben sinds hun herformatie in 2002 verdere twee albums uitgebracht. De bandnaam was afkomstig van de titel van Howlin' Wolf's nummer Killing Floor uit 1964.

## Bezetting
Leden
- Mick Clarke (leadgitaar)
- Bill Thorndycraft (zang, harmonica)
- Stuart McDonald (basgitaar)
- Bazz Smith (drums)

Voormalige leden
- Lou Martin (piano)
- Rod de'Ath (drums)
- Ray Owen (zang)
- Mick Hawksworth (basgitaar)

## Geschiedenis
Oorspronkelijk gespeeld in de bluesband The Loop, formeerden Mick Clarke en Bill Thorndycraft in 1968 de band Killing Floor in Londen na het plaatsen van een advertentie in Melody Maker. Daardoor konden ze Lou Martin, Stuart McDonald en Bazz Smith contracteren. Na  hun inleidend optreden, bood de vroegere Wonderful Radio London-deejay en agent John Edward aan om de nieuwe equipe te managen. Edward bezorgde hen een contract bij Spark Records. In 1969 werd hun gelijknamige debuutalbum opgenomen in minder dan twee weken in de Pye Recording Studios. Edward werd opgegeven als platenproducent, hoewel hij geen eerdere ervaring had op dat gebied. De meerderheid van de nummers waren herbewerkingen van ouder Chicago-bluesmateriaal, hoewel de enige ware coverversie daarin van You Need Love van Willie Dixon was. AllMusic beschreef de groep als een minder respectvol en alles samengenomen compactere bijwerking van de rave-up sound van The Yardbirds. Het album werd in de Verenigde staten uitgebracht bij Sire Records.
De band was weer dank verschuldigd aan Edward, die hen arrangeerde om op te treden in de California Ballroom in Dunstable, waar ze Ten Years After, Jethro Tull, Chicken Shack en The Herd ondersteunden. Ze speelden ook in de Marquee Club in Londen, waar ze Yes en The Nice ondersteunden. In 1969 breidde de band hun trouwe fanschare uit, toen ze zich belastten met twee Britse landelijke concerttournees met de Amerikaanse bluesman Freddie King. De band kreeg ook de mogelijkheid om Arthur 'Big Boy' Crudup bij te staan. Volgend op het uitbrengen van Killing Floor en een aantal BBC Radio 1-sessies, verliet Lou Martin de band en gingen ze een poosje verder als kwartet. In maart 1970 speelde de band op het Easter Festival in Hamburg. In 1970 en 1971 vonden er meerdere mutaties plaats, waarbij de vroegere Juicy Lucy-zanger Ray Owen, Rod de'Ath en Mick Hawksworth zich bij de band voegden. De laatste speelde voorheen bij Andromeda en ging later naar Fuzzy Duck.
In 1970 werd het tweede album Out of Uranus uitgebracht bij Penny Farthing Records. Hoewel Edward zijn verantwoordelijkheid als platenproducent behield, hield Larry Page toezicht op de opnamesessies als uitvoerend producent. De single Call For the Politicians van Out of Uranus kreeg airplay bij BBC Radio 1 en verkocht ook goed in Duitsland.
Hoe dan ook, midden 1972 besloot de band om zich te ontbinden. Thorndycraft verliet de muziekbusiness en Smith ging spelen in andere bands. McDonald voegde zich bij de vroegere Free-zanger Paul Rodgers bij de niet lang bestaande equipe Peace, voordat hij terug ging naar zijn geboorteland Wales en daar ging spelen in plaatselijke bands. Ondertussen had Lou Martin zich al samen met de'Ath aangesloten bij de band van Rory Gallagher. Mick Clarke formeerde de pubrock-formatie SALT, voordat hij de Mick Clarke Band oprichtte. Clarke bracht vervolgens 19 soloalbums uit en ging verder met toeren. Repertoire Records en See for Miles Records brachten de beide Killing Floor-albums uit.
In 2002 bracht de oorspronkelijke bezetting uit 1968 na een onderbreking van bijna 35 jaar het album Zero Tolerance (2004) uit bij Appaloosa Records. De band volgde concertafspraken door Europa en in mei 2012 werd hun vierde album Rock 'n' Roll Gone Mad uitgebracht, dat werd opgedragen aan Hubert Sumlin, die leadgitarist was op Howlin' Wolf's opname van de song Killing Floor. De band trad op tijdens het Sweden Rock Festival in juni 2012 op hetzelfde affiche als Motörhead en Blue Öyster Cult.

## Overlijden
Lou Martin overleed op 17 augustus 2012 op 63-jarige leeftijd in Bournemouth.

## Discografie

### Singles
- 1969:	Wow Wow Wow (Spark Records)
- 1970:	Call For the Politicians (Penny Farthing Records)
- 1971:	Milkman / Where Nobody Ever Goes (Penny Farthing Records)
- 1972:	Out of Uranus / Sun Keeps Shining (Yanki Plak Records) (alleen Turkije)

### Albums
- 1969:	Killing Floor (Spark Records)
- 1970:	Out of Uranus (Penny Farthing Records)
- 2004:	Zero Tolerance (Appaloosa Records)
- 2012:	Rock 'n' Roll Gone Mad (Rockfold Records)